# Círculo Deportivo
Club Círculo Deportivo – argentyński klub piłkarski z siedzibą w mieście Comandante Nicanor Otamendi, leżącym w prowincji Buenos Aires.

## Osiągnięcia
- Udział w mistrzostwach Argentyny Nacional (2): 1977, 1985
- Mistrz prowincjonalnej ligi Liga Marplatense de Fútbol (5): 1960, 1976, 1984, 1985, 2005

## Historia
Klub założony został 23 grudnia 1921 roku pod nazwą Círculo Sportivo i gra obecnie w lidze prowincjonalnej Liga Marplatense de Fútbol.